# Jawne
Jawne (hebr. ‏יבנה‎; arab. ‏يبنة‎) – miasto położone w Dystrykcie Centralnym w Izraelu.

## Położenie
Leży na równinie Szaron, w otoczeniu miasta Rechowot, moszawów Gan Sorek, Bet Chanan, Kefar ha-Nagid, Ge’alja, Bet Gamli’el, Benaja i Ben Zakkaj, kibucu Giwat Brenner, oraz wioski Ajanot. Na zachód od miasta jest baza lotnicza Palmachim, kosmodrom Palmachim i Centrum Badań Nuklearnych Sorek.

## Historia
Biblia wspomina, że w czasach podboju Kanaanu przez Jozuego istniało w tym miejscu miasto Jawne'el (Księga Jozuego 15:11). Po podboju izraelskim było to miasto graniczne pomiędzy ziemiami pokoleń Dan i Judy. Król judzki Azariasz stoczył tutaj bitwę z Filistynami (2 Księga Kronik 26:6).
W okresie panowania rzymskiego miasto nosiło nazwę Iamnia (łac. Iamnia). Po śmierci króla Heroda Wielkiego miasto otrzymała jego siostra Salome. Po jej śmierci, około 10 roku n.e. miasto stało się prywatnym majątkiem cesarza rzymskiego Cezara Augusta. Status ten utrzymywał się przez co najmniej wiek.
Po zniszczeniu w 70 roku Świątyni Jerozolimskiej, rabin Jochanan Ben Zakkaj przeniósł do Jawne siedzibę Sanhedrynu. W 80 Sanhedryn przeniósł się do miasta Usha w Galilei, lecz w 116 powrócił do Jawne.
To właśnie tutaj zaczęto tworzenie podstaw współczesnego judaizmu rabinicznego. Około 90–95 roku w Jawne miał mieć miejsce synod rabinów, podczas którego ustalono kanon Tanach. Główną decyzją o kanoniczności ksiąg, które zaliczono do Tanach, zostało przyjęte określenie przez rabinów zakończenia się objawiania proroctw i działalności proroków Boga JHWH na około rok 400 p.n.e., w związku z czym powstałe w późniejszym czasie księgi nie zostały włączone w skład tego kanonu pism świętych.
Krzyżowcy zdobyli Jawne i w 1141 wybudowali zamek Ibelin wchodzący w skład Królestwa Jerozolimskiego. Zamek Ibelin posiadał cztery wieże obronne. Został wybudowany, aby ograniczać muzułmańskie ataki Fatymidów nadciągające każdego roku od strony miasta Aszkelon. W 1187 zamek został zdobyty i zniszczony przez armię Saladyna.

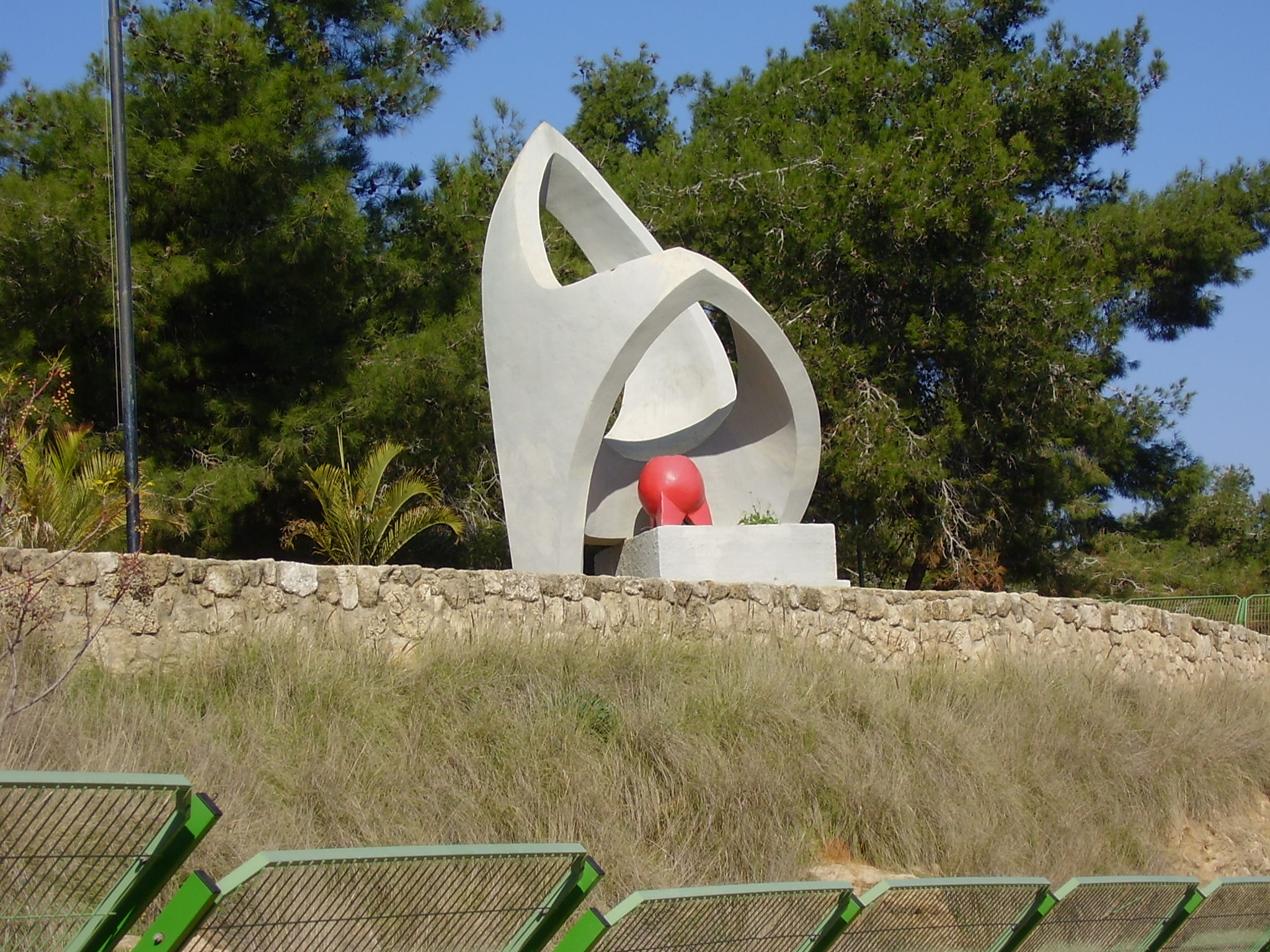
Pomnik poległych żołnierzy w Jawne

W następnych wiekach istniała tutaj arabska wioska Yibna, która 4 czerwca 1948 podczas wojny o niepodległość została zajęta i zniszczona przez wojska izraelskie.
Współczesna osada została założona w 1949 przez żydowskich imigrantów z Bułgarii, Afryki Północnej, Iraku i Jemenu. W latach 90. osiedliło się tutaj wielu imigrantów z krajów byłego ZSRR i Etiopii.
W 1986 r. Jawne otrzymało status samorządu lokalnego, a następnie prawa miejskie.

## Demografia
Zgodnie z danymi Izraelskiego Centrum Danych Statystycznych w 2008 roku w mieście żyło 32,2 tys. mieszkańców, wszyscy z nich to Żydzi.
Zgodnie z danymi Izraelskiego Centrum Danych Statystycznych w Jawne w 2000 było 10 910 zatrudnionych pracowników i 966 pracujących na własny rachunek. Pracownicy otrzymujący stałe pensje zarabiali w 2000 średnio 5699 NIS, i otrzymali w ciągu roku podwyżki średnio o 4,1%. Przy czym mężczyźni zarabiali średnio 7430 NIS (podwyżka o 1,1%), a kobiety zarabiały średnio 4042 NIS (podwyżka o 10,8%). W przypadku osób pracujących na własny rachunek średnie dochody wyniosły 7631 NIS. W 2000 roku w Jawne było 640 osób otrzymujących zasiłek dla bezrobotnych i 2396 osób otrzymujących świadczenia gwarantowane.
Populacja miasta pod względem wieku:
| Wiek (w latach) | Procent populacji |
| --------------- | ----------------- |
| 0–4             | 7,8%              |
| 5–9             | 8,3%              |
| 10–14           | 9,0%              |
| 15–19           | 9,2%              |
| 20–29           | 17,7%             |
| 30–44           | 17,8%             |
| 45–59           | 20,7%             |
| ponad 60        | 9,5%              |

Źródło danych: Central Bureau of Statistics.
W mieście znajdują się następujące osiedla mieszkaniowe: Neve Ilan, Ne’ot Begin, Ne’ot Ben Gurion, Ne’ot Eszkol, Ne’ot Schazar i Ramot Weizmann. W fazie projektowania pozostaje południowe osiedle Ne’ot Rabin.

## Gospodarka
Miasto posiada dwie strefy przemysłowe, pierwszą niewielką położoną na południu i drugą dużą na północy. Przy północnej strefie przemysłowej są położone największe centra handlowe w mieście. To także tutaj jest główna siedziba izraelskiego koncernu zbrojeniowego Aeronautics Defense Systems Ltd., który specjalizuje się w rozwoju wojskowych systemów uzbrojenia. Powstają tutaj nowe modele bezzałogowych samolotów wojskowych, systemy obserwacyjne i zwiadowcze oparte np. na balonach lub sterowcach, zaawansowane technologicznie systemy awioniki, łączności, zabezpieczeń i inne.
Na północny wschód od miasta znajduje się instalacja nadawcza radia Kol Israel (pol. Głos Izraela).
Na zachód od miasta Jawne, po drugiej stronie autostrady nr 4 znajdują się nadmorskie wydmy. Wśród piasków znajdują się tajne bazy Izraelskich Sił Obronnych – baza Palmachim oraz Centrum Badań Nuklearnych Sorek.

## Transport
Wzdłuż zachodniej granicy miasta przebiega autostrada nr 4, która krzyżuje się z przebiegającą przez centrum Jawne drogą nr 4111. Jadąc drogą nr 4111 na zachód dojedzie się do bazy lotniczej Palmachim i Centrum Badań Nuklearnych Sorek. Wzdłuż wschodniej granicy miasta przebiega droga ekspresowa nr 42. Z południowo-wschodniej części miasta wychodzi w kierunku wschodnim droga nr 410, którą można dojechać do moszawu Ge’alja, lub odbić na południe do moszawu Bet Gamli’el.
W południowej części miasta znajduje się stacja kolejowa Jawne. Pociągi z Jawne jadą do Lod, Tel Awiwu, Rechowot, Binjamina-Giwat Ada, Netanii i Aszkelonu.

## Oświata
W Jawne znajduje się 11 szkół podstawowych i 9 szkół średnich, w których uczy się 7,4 tys. uczniów. Ze szkół są tutaj między innymi: Arazim, BSR School, Alon Ginsburg High School, Oren Ginsburg High School, Noam Raban Gamliel School, Ramot Weizmann School, Ma’ayan School i Ormat School.
Z uczelni religijnych jest tutaj Chabad of Yavne.

## Sport
Ważnym klubem piłkarskim miasta jest Maccabi Yavne F.C. Z koszykówki gra tutaj klub Elicur Jawne.
W mieście znajdują się liczne obiekty sportowe, w tym dwa boiska do piłki nożnej, korty tenisowe i aquapark.

## Turystyka

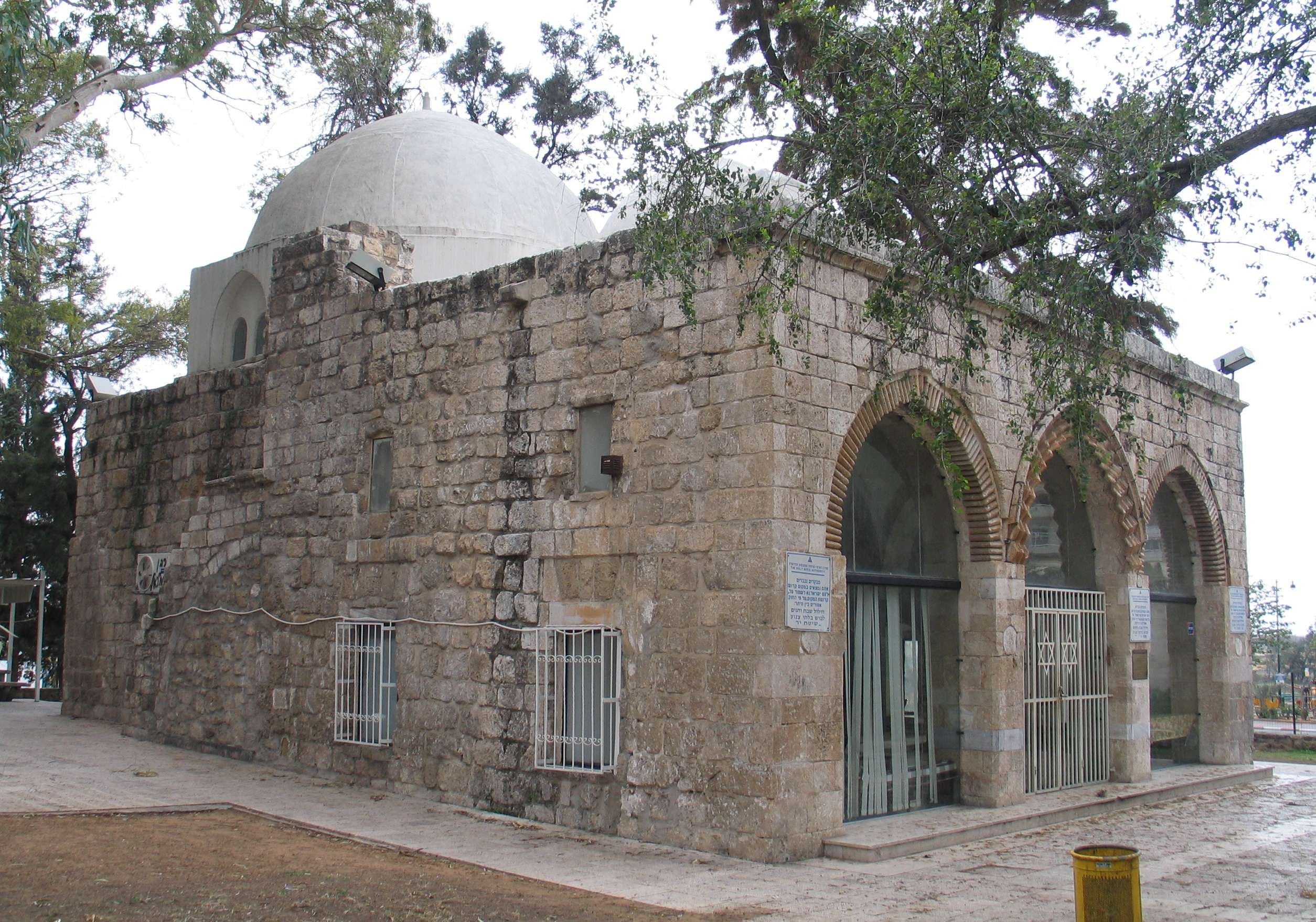
Grobowiec Rabbi Gamaliela w Jawne

Dużą tutejszą atrakcją jest położone w południowo-wschodniej części miasta wzgórze Tel Yavne. To właśnie tutaj prowadzone są prace archeologiczne i tutaj można obejrzeć pozostałości dawnej twierdzy krzyżowców. Z zabytków warto zobaczyć kościół wzniesiony w XII wieku przez krzyżowców, który później przebudowano na meczet. Dla Żydów szczególnym miejscem jest grobowiec, w którym prawdopodobnie pochowano Rabbiego Gamaliela. Muzułmanie jednak twierdzą, że jest tu pochowany przyjaciel Mahometa, Hureira.

## Osoby związane z miastem
- Me’ir Szitrit – członek Knesetu, w latach 1974–1987 burmistrz Jawne.
- Maor Melikson – piłkarz

## Miasta partnerskie
- Spira, Niemcy